# محمد مجدي فريد
المهندس محمد مجدي فريد وشهرته محمد فريد - عضو مجلس الشيوخ المصري ووكيل لجنة التضامن الاجتماعي وحقوق الإنسان بمجلس الشيوخ وعضو تنسيقية شباب الأحزاب والسياسيين. من مواليد القاهرة 18 أغسطس 1982.

## المؤهلات العلمية
- حاصل على بكالوريوس الهندسة الصناعية والادارية.
- ماجستير التخطيط للتنمية المستدامة تخصص تنمية إقتصادية.
- وحالياً باحث دكتوراة في الإدارة المالية.
- حاصل على شهادات في القيادة والإدارة وبناء القدرات.

## العمل النيابي
- عُين في مجلس الشيوخ المصري بقرار من رئيس الجمهورية عبد الفتاح السيسي في 16 أكتوبر 2020.[1]
- حلف اليمين الدستورية لعضوية مجلس الشيوخ يوم الأحد 18 أكتوبر 2020.
- أنتخب وكيلاً لجنة التضامن والاجتماعي وحقوق الإنسان بمجلس الشيوخ [2] في ٨ مارس ٢٠٢١م.

## العمل السياسي
- عضو مؤسس حزب المصريين الأحرار وتدرج في العمل الحزبي من عضوية امانات التدريب والتثقيف والعلاقات الخارجية مروراً بعضوية المكتب السياسي وآخر منصب تولاه هو أمين شباب الجمهورية ونائب رئيس اللجنة الاقتصادية قبيل استقالته في أوائل 2017.[3][4][5][6]
- شارك في عضوية اللجنة الاقتصادية لجبهة الإنقاذ الوطني.
- شغل عضوية المكتب التنفيذي لتحالف الشباب العربي.[7]
- شغل عضوية المكتب التنفيذي لشبكة الأحزاب المصرية والدنماركية.
- شارك في العديد من المؤتمرات والفعاليات الدولية والإقليمية.[8]
- عضو تنسيقية شباب الأحزاب والسياسيين.
- عضو مؤسس النادي الليبرالي بالقاهرة.

## العمل النقابي
- عضو المجلس الأعلى لنقابة المهندسين المصرية للدورتين (2014- 2016) و (2020 - 2022)
- عضو شعبة الهندسة الميكانيكية من 2014 وحتى الآن.[9]
- شغل عضوية لجنتي الاستثمار والمالية بالنقابة العامة للمهندسين في الفترة 2014-2016